# Хайнрих фон Хоенфелс
Хайнрих фон Хоенфелс (на немски: Heinrich von Hohenfels; * пр. 1297; † 28 октомври 1329) е господар на замък Хоенфелс в ландграфство Хесен-Дармщат и на господството Райполтскирхен в Рейнланд-Пфалц.
Той е единственият син на Дитрих (Дилман/Теодерих) фон Хоенфелс († сл. 1290) и съпругата му Агнес фон Цвайбрюкен († сл. 1283), дъщеря на граф Хайнрих II фон Цвайбрюкен († 1282) и Агнес фон Еберщайн († 1284). Правнук е на Филип I фон Боланден-Хоенфелс († 1277) и първата му съпруга Елизабет († 1246/1249).
Хайнрих фон Хоенфелс умира на 28 октомври 1329 г. и е погребан в Отерберг.

## Фамилия
Хайнрих фон Хоенфелс се жени пр. 19 март 1307 г. за Юта фон Нойенбаумберг († сл. 14 февруари 1344), дъщеря на рау-граф Хайнрих II фон Нойенбаумберг († 1288) и Аделхайд фон Сайн († сл. 1309). Те имат децата:
- Агнес фон Хоенфелс († сл. 1356), омъжена за Куно фон Даун-Оберщайн († сл. 13 януари 1342)
- Конрад I фон Хоенфелс († сл. 1365), господар на Райполтскирхен, баща на Конрад II фон Хоенфелс-Райполтскирхен († сл. 1392)
- Хайнрих фон Хоенфелс († сл. 1365), господар на Райполтскирхен
- Дитрих фон Хоенфелс († сл. 1364)